# Lukas Berglund
Lukas Berglund (juli 1992) is een Zweeds pokerspeler. Hij won in mei 2011 het €3.200 No Limit Hold'em - Main Event van het WPT Spanish Championship in Barcelona en daarmee een hoofdprijs van €231.500.- ($327.546,-). Hij was op dat moment achttien jaar en tien maanden oud en daarmee de jongste winnaar van een toernooi op de World Poker Tour (WPT) ooit.
Berglund volgde Randal Flowers op als jongste WPT-winnaar ooit. Die was twintig jaar en tien maanden oud toen hij in juni 2009 het €5.000 No Limit Hold'em - Main Event van het WPT Spanish Championship in Barcelona won. De Zweed moest later die week zijn diploma van de middelbare school nog ophalen.

## Droomdebuut
Zijn WPT-zege was voor Berglund ook goed voor zijn allereerste geldprijs in een groot toernooi. Hij versloeg aan de finaletafel in Barcelona Romain Matteoli (Fra), Frederic Bussot Fuentes (Fra), Jorge Duffour (Fra), Guillem Usero (Spa), Alexander Sidorin (Rus), Artur Koren (Dui), Markus Ristola (Fin) en Szymon Pieszczoch (Pol), die samen met hem als laatste negen van 216 deelnemers waren overgebleven.

## Te jong voor World Championship
Met zijn overwinning in Barcelona 2011 verdiende Berglund ook een startplaats voor het WPT World Championship aan het einde van World Poker Tour seizoen 10. Hij mocht daaraan niettemin niet deelnemen omdat dit jaarlijkse evenement altijd plaatsvindt in het Bellagio in Las Vegas. Daar is het wettelijk niet toegestaan om spelers jonger dan 21 jaar te laten pokeren in het casino. Ter compensatie van zijn onbruikbare startplaats ter waarde van $25.500,- kreeg Berglund buy-ins (inschrijvingen) vergoed voor andere pokertoernooien in Europa en in Florida.